# Prix canadiens de l'environnement
 (novembre 2022).
Les Prix canadiens de l'environnement sont une ancienne récompense créée par le gouvernement canadien et le magazine Canadian Geographic. Fondés en 2002, ils visaient à rendre hommage à des personnes et à des organismes qui contribuent à la protection, à la restauration et à la préservation de l'environnement au Canada. En 2009, ils ont été remplacés par le 3M Environmental Innovation Award, lui-même disparu en 2015.
Il existait quatre prix distincts :
- le Prix d'action communautaire
- le Prix Hommage
- le Prix Idées pour la vie
- le Grand Prix du Circuit vert

## Prix d'action communautaire
Le Prix d'action communautaire était remis dans 6 catégories : 
- Changements climatiques
- Conservation
- Hygiène du milieu
- Éducation à l'environnement
- Restauration et réhabilitation
- Vivre écologiquement

## Prix Hommage
Le Prix Hommage récompensait une personne pour son dévouement pour la cause de l'environnement par des projets concrets ou des travaux inédits en la matière. Son dépositaire était reconnu au niveau national pour son implication soutenue pour la protection de l'environnement.

### Lauréats
- 2003 - Gary Gallon (en), militant environnemental, mort la même année
- 2004 - Monte Hummel, président de WWF-Canada
- 2005 - David Suzuki, généticien et zoologiste
- 2006 - Sheila Watt-Cloutier, militante écologiste
- 2007 - Jean Lemire, cinéaste et explorateur
- 2008 - Maude Barlow, militante environnementale, Prix Nobel alternatif 2005